# Nero (álbum)
Nero é o terceiro álbum de estúdio da banda carioca de metal industrial Maldita. O álbum apresenta uma sonoridade diferente dos dois anteriores, abrangendo estilos mais variados, como o heavy metal clássico, thrash metal, e a música eletrônica, mas ainda assim se focando no metal industrial.

## Faixas
Todas as letras escritas por Erich Eichner.
| N.º | Título                                                          | Compositor(es)                                 | Duração |  |
| 1.  | "Princípio Vital"                                               | Vidaut Campos, Sidney Sohn Jr., Stanley Soares | 5:30    |  |
| 2.  | "Cabeza de Vaca"                                                | Vidaut                                         | 3:56    |  |
| 3.  | "Fetichismo"                                                    | Vidaut                                         | 4:12    |  |
| 4.  | "Sinfonia (Para Góglota)"                                       | Henrique Santos, Lereu Paim                    | 3:54    |  |
| 5.  | "Cunilíngua"                                                    | Lereu                                          | 1:43    |  |
| 6.  | "Mania"                                                         | Vidaut, Sidney                                 | 4:49    |  |
| 7.  | "O Encontro de Nelsol Rodrigues com Marquês de Sade no Inferno" | Lereu, Vidaut, Sidney                          | 4:00    |  |
| 8.  | "Crepúsculo"                                                    | Vidaut, Sidney                                 | 4:00    |  |
| 9.  | "Dissertação do Papa sobre o Crime Seguido de Orgia"            | Titãs                                          | 3:48    |  |
| 10. | "Nero"                                                          | Lereu, Vidaut, Stanley                         | 4:07    |  |
| 11. | "S.N.C."                                                        | Lereu, Vidaut                                  | 3:49    |  |
| 12. | "Apocalipse Indígena"                                           | Vidaut, Sidney                                 | 5:23    |  |
| 13. | "Estigma"                                                       | Vidaut                                         | 3:59    |  |
| 14. | "Garoto Nero"                                                   | Vidaut, Benjamin                               | 4:59    |  |
| 15. | "Translúcido"                                                   | Lereu, Vidaut                                  | 10:02   |  |